# Олексій Ольга Іванівна
Ольга Іванівна Олексій (нар. 17 вересня 1980, Курськ) — українська акторка кіно та театру.

## Життєпис
Ольга Олексій народилася 17 вересня 1980 року у Курськ. Навчалася у музичній школі.
Навчалася у Київському театральному університеті ім. Карпенка-Карого (майстерня Михайла Резніковича).
Після закінчення вишу стала акторкою Національного театру російської драми імені Лесі Українки, у якому пропрацювала до 2014 року (анексії російською федерацією Автономної Республіки Крим та ведення "гібридної" війни на території Донбасу України).
У кіно дебютувала в 2007 році, виконавши роль Лізи у стрічці «Гальмівний шлях».
Після повномасштабного вторгнення Російської Федерації на територію України 24 лютого 2022 року, разом із своїми колегами-акторами та іншими небайдужими людьми, активно допомагає Михайлу Жоніну у здійсненні волонтерського руху, зокрема періодично організовуючи стихійні благодійні ярмарки.

## Театральні роботи
- «Сон в літню ніч» (2003)
- «Лулу. Історія куртизанки» (2002)
- «У полоні пристрастей» — дівчинка зі скрипкою
- «Пані-міністерша» — Дара
- «Маленька принцеса» — Беккі
- «Неймовірний бал» — провінціалка
- «Догори дригом» — Ліза
- «Маскарад» — Ніна
- «Як важливо бути серйозним» — Сесили
- «Прибуткове місце» — Стеха
- «Вишневий сад» — Аня
- «Скляний звіринець» — Лаура
- «Солдатики» — Катя

## Фільмографія
| Акторська діяльність | Акторська діяльність      | Акторська діяльність                                    | Акторська діяльність         |
| Рік                  | Фільм                     | Роль                                                    | Примітки                     |
| -------------------- | ------------------------- | ------------------------------------------------------- | ---------------------------- |
| 2007                 | «Гальмівний шлях»         | Ліза, дружина Павла                                     | головна роль                 |
| 2007                 | «Прибуткове місце»        | Стеша                                                   | випускна фільм-вистава       |
| 2008                 | «Тринадцять місяців»      | Світлана                                                | повнометражний               |
| 2008                 | «День залежності»         |                                                         | телефільм                    |
| 2008                 | «Неодинокі»               | Травка                                                  |                              |
| 2009                 | «Хлібний день»            | Люба, медсестра                                         | телефільм                    |
| 2009                 | «Розлучниця»              | Соня, дружина Віктора                                   |                              |
| 2009                 | «1941»                    | Олена, дочка Василя, дружина Григорія                   | телесеріал, головна роль     |
| 2010                 | «Віра, Надія, Любов»      | Катя                                                    |                              |
| 2010                 | «1942»                    | Олена, дочка Василя, дружина Григорія                   | телесеріал, головна роль     |
| 2011                 | «Миколине поле»           |                                                         | короткометражний ігровий     |
| 2012                 | «Deadline»                | дружина ведучого                                        | короткометражний             |
| 2013                 | «1943»                    | Олена, дочка Василя, дружина Григорія                   | телесеріал, головна роль     |
| 2013                 | «Полонянка»               | Олена Дяґілєва                                          | телефільм                    |
| 2013                 | «Просте життя»            | Зоя, дружина Віктора                                    |                              |
| 2014                 | «Злочин у фокусі»         | Катя Котова, завгосп санаторію                          | головна роль                 |
| 2014                 | «Особиста справа»         | Клавдія Максимівна Воздвиженська, адвокат               |                              |
| 2015                 | «Вирок ідеальної пари»    | Наталка Алексєєва                                       | головна роль                 |
| 2015                 | «Пес»                     | Олена Леонідова, колишня дружина Максимова, криміналіст | телесеріал, головна роль     |
| 2015                 | «Офіцерські дружини»      | Ліля                                                    | мінісеріал                   |
| 2016                 | «Запитайте у осені»       | Аріна                                                   |                              |
| 2016                 | «На лінії життя»          | Настя Семашко                                           | телесеріал, головна роль     |
| 2016                 | «Пес-2»                   | Олена Леонідова, колишня дружина Максимова, криміналіст | телесеріал, головна роль     |
| 2017                 | «Лікар щастя»             | Варя Голубєва                                           | телесеріал, головна роль     |
| 2017                 | «Підкидьки-2»             | Наталка                                                 | мінісеріал                   |
| 2017                 | «Пес-3»                   | Олена Леонідова, колишня дружина Максимова, криміналіст | телесеріал, головна роль     |
| 2017                 | «Вікно життя-2»           |                                                         | телесеріал, головна роль     |
| 2018                 | «Соломонове рішення»      | Ольга Сівакова, директорка благодійного фонду           | мінісеріал, головна роль     |
| 2018                 | «Доля обміну не підлягає» | Ганна Білопільська                                      | мінісеріал, головна роль     |
| 2018                 | «Пес-4»                   | Олена Леонідова, колишня дружина Максимова, криміналіст | телесеріал, головна роль     |
| 2018                 | «Пес. Новорічне диво»     | Олена Леонідова, колишня дружина Максимова, криміналіст | телефільм, головна роль      |
| 2019                 | «Я тебе знайду»           | Лілія Маруховська                                       | телесеріал, головна роль     |
| 2019                 | «Пес-5»                   | Олена Леонідова, колишня дружина Максимова, криміналіст | телесеріал, головна роль     |
| 2020                 | «Доброволець»             | Олена, дружина Олега                                    | телесеріал                   |
| 2020                 | «Пес-6»                   | Олена Леонідова, колишня дружина Максимова, криміналіст | телесеріал, головна роль     |
| 2020                 | «Одна брехня на двох»     |                                                         | телесеріал                   |
| 2021                 | «Все не випадково»        | Марія Тєплова                                           | телесеріал, головна роль     |
| 2021                 | «Все що захочеш»          | Ніна                                                    | телесеріал, головна роль     |
| 2022                 | «Відлуння»                | Маруся, головна роль                                    | повнометражний, головна роль |